# Heriaeus latifrons
Heriaeus latifrons är en spindelart som beskrevs av Roger de Lessert 1919. Heriaeus latifrons ingår i släktet Heriaeus och familjen krabbspindlar. Inga underarter finns listade i Catalogue of Life.